# Miguel González de Otazo
Miguel González de Otazo (Madrid, ? - San Cristóbal de La Laguna, 18 de agosto de 1705) fue un general español, gobernador de Canarias.
Caballero de la orden de Santiago, era teniente general de caballería en el ejército de Cataluña en 1700, cuando el recién coronado rey Felipe V le designó para ocupar el puesto de capitán general de Canarias, cargo que llevaba aparejado el gobierno de las islas y la presidencia de su Real Audiencia.
En el desempeño de sus funciones hubo de atender a la defensa de las islas y a las contribuciones extraordinarias ocasionadas por la guerra de sucesión, a la epidemia de vómito negro de 1701, a la prolongada sequía que malogró las cosechas de varios años seguidos obligando a importar trigo de Cerdeña y a las erupciones volcánicas ocurridas en Güímar a principios de 1705.
| Predecesor: Pedro de Ponte y Llerena | Capitán general de Canarias 21 de julio de 1701 - 18 de marzo de 1705 | Sucesor: Agustín de Robles Lorenzana |